# F1 Racing
F1 Racing este cea mai bine vândută revistă de Formula 1 din lume.
În februarie 2005, revista F1 Racing apărea în peste 27 de ediții, era editată în 22 de limbi și era citită lunar de 11.000.000 de fani din întreaga lume.
Revista a fost lansată și în România la data de 23 februarie 2005.